# Wilhelm Adam Lulay
Wilhelm Adam Lulay (* 4. Oktober 1901 in Heppenheim (Bergstraße); † 26. Januar 1974) war ein deutscher Politiker (CDU).

## Leben und Beruf
Lulay arbeitete von 1923 bis 1927 als Landessekretär beim Windthorstbund in Baden und war anschließend in der Finanzverwaltung tätig. Nach der Machtübernahme der Nationalsozialisten wurde er entlassen, war zunächst arbeitslos und arbeitete später als Koch. Von 1939 bis 1945 nahm er als Soldat am Zweiten Weltkrieg teil und geriet zuletzt in US-amerikanische Gefangenschaft, aus der er 1946 entlassen wurde.
Nach seiner Entlassung aus der Kriegsgefangenschaft arbeitete Lulay zunächst als Angestellter beim Finanzamt in Karlsruhe. Er nahm 1947 eine Tätigkeit als Gewerkschaftssekretär bei der ÖTV auf und war seit 1949 Abteilungsleiter im Hauptvorstand der Gewerkschaft.

## Partei
Lulay trat in die CDU ein und war seit 1952 Vorsitzender der Christlich-Demokratischen Arbeitnehmerschaft (CDA) in Nordbaden.

## Abgeordneter
Lulay gehörte dem Deutschen Bundestag von 1953 bis 1957 und erneut vom 23. Februar 1959, als er für den neuen Ministerpräsidenten von Baden-Württemberg Kurt Georg Kiesinger nachrückte, bis 1961 an.

## Ehrungen
- 1966: Großes Verdienstkreuz der Bundesrepublik Deutschland